# Der Recke im Tigerfell

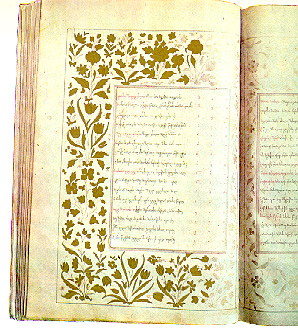
Altes Manuskript des Recken im Tigerfell

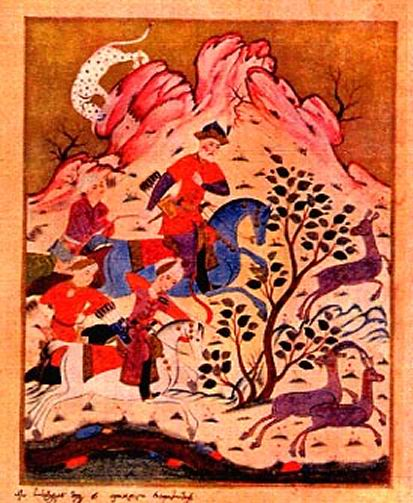
Der König Rostewan und Awthandil auf der Jagd.
Illustration aus einem Manuskript von 1646

Der Recke im Tigerfell (georgisch ვეფხისტყაოსანი, transkribiert Wepchisstqaossani, wissenschaftliche Transliteration Vepkhis t'q'aosani) ist das Nationalepos Georgiens. Der Dichter Schota Rustaweli verfasste es zwischen 1196 und 1207 auf Geheiß der Königin Tamar von Georgien. Das Werk wurde im Jahr 2013 zum Weltdokumentenerbe erklärt.

## Überlieferung
Vep'his tqaosani bedeutet wörtlich Der mit dem Wepchi-Fell. Die Linguisten streiten darüber, ob Wepchi mit Tiger oder Panther übersetzt werden muss. Jedenfalls ist die Bezeichnung eine Metapher für einen Mann, der in Leidenschaften eingehüllt ist. Die Namen der Helden des Epos wurden jahrhundertelang in der georgischen Geschichte verwendet. So gibt es zum Beispiel fünf georgische Königinnen namens Nestan Daredschan sowie mindestens acht namens Thinathin.
Der vom persischen Nationalepos Schahname und weiteren persischen Ritterepen angeregte Recke im Tigerfell wurde Teil der georgischen Volksdichtung. Bis zum Beginn des 20. Jahrhunderts wurde der Text in Georgien von Generation zu Generation mündlich tradiert. Dabei kamen immer neue, von den Erzählern gedichtete, Strophen hinzu. Seit dem 15. Jahrhundert war der Text in verschiedenen Fassungen niedergeschrieben worden. Das älteste überlieferte Manuskript stammt aus dem 17. Jahrhundert. 1712 wurde das Epos im Auftrage Königs Wachtang VI. erstmals gedruckt. Der König versuchte die Urfassung wiederherzustellen und versah sie mit einem Kommentar.
Das Poem ist Schulstoff in Georgien und stellt sprachlich keine große Hürde dar, da  die georgische Sprache sich nicht so weit fortentwickelt hat wie etwa das Deutsche vom Mittelhochdeutschen. Das Werk ist in Georgien in vielen Ausgaben präsent und ist auch weiterhin ein Orientierungspunkt für die georgische Literatur und wurde Anfang des 21. Jahrhunderts in Romanen von Naira Gelaschwili und Lascha Bugadse zitiert.
Der Recke im Tigerfell wurde in viele Sprachen übersetzt. Die erste vollständige deutsche Übersetzung nahm Arthur Leist 1889 vor. Später folgten vier weitere Übersetzungen ins Deutsche. 1974 adaptierte der Komponist Aleksi Matschawariani das Epos als Ballett in zwei Akten.

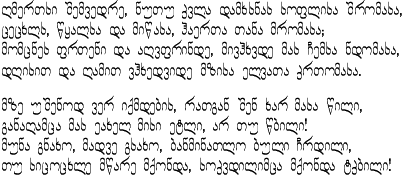
Ausschnitt auf Georgisch

## Handlung
Das Epos schildert in – je nach überliefernder Handschrift – 1.550 bis 1.700 Strophen und 57 Kapiteln Ritterlichkeit und Edelmut, die sich über Religion und Nation erheben. Es handelt von zwei Liebespaaren: der arabischen Prinzessin Thinathin und dem georgischen General Awthandil sowie der indischen Prinzessin Nestan Daredschan und dem georgischen Prinzen Tariel, dem Recken im Tigerfell. Beide Paare können erst nach besonderen Heldentaten der männlichen Partner heiraten. Awthandil muss Tariel finden und Tariel muss Nestan Daredschan finden und befreien. Die Heldentaten gelingen schließlich mit Hilfe des persischen Prinzen Fridon. Alle drei jungen Männer halten zusammen und führen ihre Ehefrauen und Länder einer Epoche des Wohlstands entgegen.
Eine entscheidende Szene ist die Wiederbegegnung zwischen Awthandil und Tariel. Nach einem dreitägigen Ritt auf der Suche nach Tariel sieht Awthandil zunächst ein schwarzes Pferd am Rande eines Dickichts. Als er kurz darauf seinen Freund erblickt, erschrickt er: Tariel sitzt auf der Erde, bewusstlos, mit zerkratztem Gesicht und zerrauftem Haar. Ihm zur Seite liegen ein erschlagener Tiger, ein blutverschmiertes Schwert und ein toter Panther. Awthandils Versuche, seinen Freund aus seiner Schwermut zu befreien und ihn vom Selbstmord abzuhalten, fruchten zunächst nichts. Erst als er Tariel bittet, auf dessen Pferd zu steigen, gehorcht ihm dieser, und auf dem gemeinsamen Ritt verfliegt die Trauer.
Den abschließenden Höhepunkt der Handlung bildet die Einnahme von Schloss Kadschethi, wo Nestan Daredschan gefangen ist. Nachdem Awthandil, Tariel und Fridon mit einer Hilfstruppe von dreihundert Mann das Schloss erreicht haben, beraten die drei Prinzen, auf welche Weise sie die Festung stürmen wollen. Stolz auf seine akrobatischen Fähigkeiten, schlägt Fridon zunächst vor, ein Lasso über den Schlossturm zu werfen und auf dem aufgespannten Seil die Festung zu erobern. Awthandil hingegen möchte allein, als reisender Kaufmann verkleidet, den Kampf im Innern des Schlosses leiten. Dies wiederum verletzt das Ehrgefühl von Tariel, der es nicht ertragen könnte, als nicht Kämpfender von seiner Geliebten entdeckt zu werden. Schließlich kommt sein Plan zur Ausführung, der vorsieht, jedem der drei hundert Mann zuzuteilen und das Schloss gemeinsam zu stürmen. Als Reisende verkleidet betreten sie das Schloss im Morgengrauen, richten unter der Besatzung ein Blutbad an und befreien Nestan Daredschan.

## Übersetzungen
Englisch

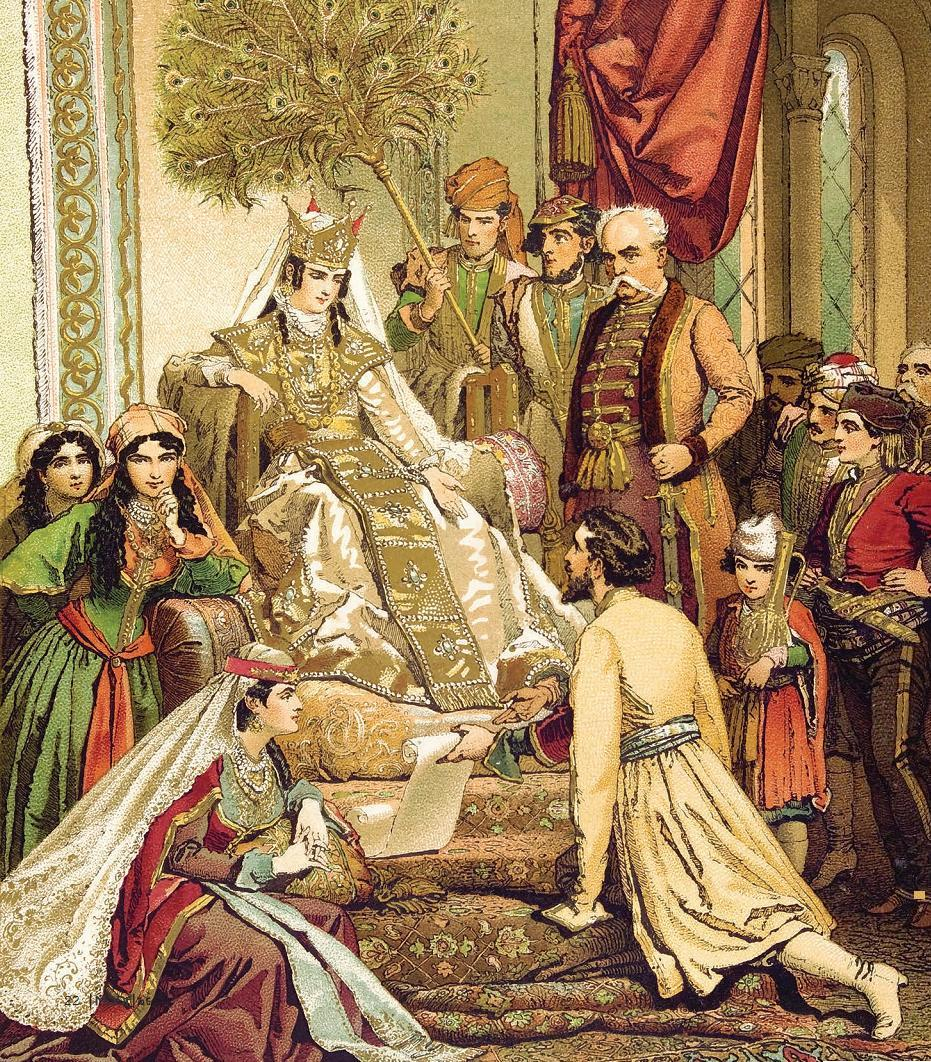
Schota Rustaweli widmet sein Nationalepos der Königin Tamara, Gemälde von Mihály Zichy, 1880

- Marjory Scott Wardrop: The Man in the Panther's Skin. A Romantic Epic. A close Rendering from the Georgian (= Oriental Translation Fund, New Series, 21), Royal Asiatic Society, London 1912; Nachdruck mit einem Vorwort von Donald Rayfield, Curzon Press, London 2000; Online-Version (in der deutschen und übrigen westlichen Literatur wird das Werk meist mit der Strophenzählung der Übersetzung von Wardrop zitiert, die auch in ihrem Text zuweilen den deutschen Übertragungen vorgezogen wird)

Deutsch
- Arthur Leist: Der Mann im Tigerfelle. Aus dem Georgischen übersetzt, Pierson, Dresden/Leipzig 1889 Online-Version
- Hugo Huppert: Der Recke im Tigerfell. Altgeorgisches Poëm. Deutsche Nachdichtung. Herausgegeben von der Gesellschaft für kulturelle Verbindung der Georgischen SSR mit dem Ausland, Rütten & Loening, Berlin 1955; 4. Aufl. ebenda 1982
- Hermann Buddensieg: Der Mann im Pantherfell. Das georgische Nationalepos. Nachdichtung. In: Mickiewicz-Blätter 15 (1970), S. 54–87, S. 134–167, S. 202–229; ebenda 16 (1971), S. 45–64, S. 133–150; ebenda 17 (1972), S. 53–63, S. 123–127; in Buchform unter dem Titel Der Mann im Pantherfell. Altgeorgisches Epos. Nachdichtung, Tbilisi 1976 und Rendsburg 1989 (Nachdichtung in Hexametern, auf der Grundlage einer nachgelassenen Prosaübersetzung von Michael von Tseretheli)
- Marie Prittwitz: Der Ritter im Tigerfell. Ein altgeorgisches Epos. Deutsche Nachdichtung. Hrsg. von Steffi Chotiwari-Jünger und Elgudsha Chintibidse, Tbilissi-Berlin 2005 / Neuausgabe Shaker Verlag, Aachen 2011, ISBN 978-3-8440-0300-0, mit einem Vorwort über das Werk, die existierenden Übersetzungen, über Marie Prittwitz und die Auffindungsgeschichte, Deutsch, S. 5–38.

Nacherzählungen in Prosaform
- Ruth Neukomm: Der Mann im Pantherfell. Übertragung aus dem Georgischen und Nachwort. Manesse, Zürich 1974, ISBN 3-7175-1484-9
- Michael von Tseretheli: Der Ritter im Pantherfell. Übersetzung aus dem wiederhergestellten und kritisch bearbeiteten georgischen Original von Michael von Tseretheli, hrsg. von Nino Salia. Salia, Paris 1975
- Tilman Spreckelsen: Der Held im Pardelfell. Eine georgische Sage von Schota Rustaweli. Erzählt von Tilmann Spreckelsen und illustriert von Kat Menschik. Galiani, Berlin, 2018

Teilübersetzungen
- Nino Popiaschwili. Gert Robert Grünert, im Buch: Ich aber will dem Kaukasos zu... Eine Anthologie georgischer Lyrik. Nach einer Auswahl von Nino Popiaschwili. Gert Robert Grünert, Nino Popiaschwili (Hrsg.) Der Prolog und Awtandils Testament wurden übersetzt. Poetische Übersetzung.https://wp.pop-verlag.com/?p=1075

Nacherzählt für Kinder
- Schotha Rusthaweli: Der Mann mit dem Tigerfell. Übersetzt und „für die deutsche Jugend nacherzählt“ von Felix Pecina. Illustriert von Ernst Liebermann. Enßlin und Laiblin, Reutlingen 1929
- Viktoria Ruika-Franz: Der Recke im Tigerfell. Eine alte Geschichte aus Georgien. Illustriert von Norbert Pohl. Der Kinderbuchverlag, Ost-Berlin 1976 (aktuelle Ausgabe: Verlag Freies Geistesleben, Stuttgart 1991, ISBN 3-7725-1130-9)